# Corydoras ehrhardti
Corydoras ehrhardti es una especie de pez de la familia Callichthyidae en el orden de los Siluriformes.

## Morfología
• Los machos pueden llegar alcanzar los 4,1 cm de longitud total.

## Distribución geográfica
Se encuentran en Sudamérica: ríos costeros de Santa Catarina y cuencas de los ríos  Iguazú y  Paraná en Brasil.